# Tala (Bangladesh)
Tala è un sottodistretto (upazila) del Bangladesh situato nel distretto di Satkhira, divisione di Khulna. Si estende su una superficie di 344,15 km² e conta una popolazione di 299.820 abitanti (dato censimento 2011).